# Brandon Carlo
Brandon Carlo, född 26 november 1996, är en amerikansk professionell ishockeyback som spelar för  i National Hockey League (NHL).
Han har tidigare spelat för Boston Bruins i NHL; Providence Bruins i American Hockey League (AHL) samt Tri-City Americans i Western Hockey League (WHL).
Carlo draftades av Boston Bruins i andra rundan i 2015 års draft som 37:e spelare totalt.

## Statistik
| 2011–2012  | Colorado Thunderbirds | T1EHL      | 40  | 6  | 11 | 17  | 20  | —  | — | — | —  | —  |
| 2012–2013  | Colorado Thunderbirds | T1EHL      | 41  | 10 | 37 | 47  | 58  | —  | — | — | —  | —  |
|            | Tri-City Americans    | WHL        | —   | —  | —  | —   | —   | 5  | 1 | 0 | 1  | 0  |
| 2013–2014  | Tri-City Americans    | WHL        | 71  | 3  | 10 | 13  | 66  | 5  | 0 | 1 | 1  | 8  |
| 2014–2015  | Tri-City Americans    | WHL        | 63  | 4  | 21 | 25  | 90  | 4  | 0 | 1 | 1  | 4  |
| 2015–2016  | Tri-City Americans    | WHL        | 52  | 5  | 22 | 27  | 94  | —  | — | — | —  | —  |
|            | Providence Bruins     | AHL        | 7   | 0  | 1  | 1   | 0   | 1  | 0 | 0 | 0  | 0  |
| 2016–2017  | Boston Bruins         | NHL        | 82  | 6  | 10 | 16  | 59  | —  | — | — | —  | —  |
| 2017–2018  | Boston Bruins         | NHL        | 76  | 0  | 6  | 6   | 45  | —  | — | — | —  | —  |
| 2018–2019  | Boston Bruins         | NHL        | 72  | 2  | 8  | 10  | 47  | 24 | 2 | 2 | 4  | 6  |
| 2019–2020  | Boston Bruins         | NHL        | 67  | 4  | 15 | 19  | 33  | 13 | 0 | 1 | 1  | 8  |
| 2020–2021  | Boston Bruins         | NHL        | 27  | 3  | 1  | 4   | 12  | 8  | 0 | 0 | 0  | 4  |
| 2021–2022  | Boston Bruins         | NHL        | 79  | 6  | 9  | 15  | 31  | 7  | 0 | 1 | 1  | 6  |
| 2022–2023  | Boston Bruins         | NHL        | 75  | 3  | 13 | 16  | 38  | 7  | 0 | 4 | 4  | 4  |
| 2023–2024  | Boston Bruins         | NHL        | 76  | 4  | 10 | 14  | 42  | 13 | 3 | 1 | 4  | 6  |
| 2024–2025  | Boston Bruins         | NHL        | 63  | 1  | 8  | 9   | 24  | —  | — | — | —  | —  |
|            | Boston Bruins         | NHL        | 20  | 0  | 3  | 3   | 13  | 13 | 0 | 0 | 0  | 8  |
| NHL totalt | NHL totalt            | NHL totalt | 637 | 29 | 83 | 112 | 344 | 85 | 5 | 9 | 14 | 42 |
| WHL totalt | WHL totalt            | WHL totalt | 186 | 12 | 53 | 65  | 250 | 14 | 1 | 2 | 3  | 12 |

### Internationellt
| Källa: Uppdaterad: 2019-12-31 | Källa: Uppdaterad: 2019-12-31 | Källa: Uppdaterad: 2019-12-31 |         | Utv = Utvisningsminuter | Utv = Utvisningsminuter | Utv = Utvisningsminuter | Utv = Utvisningsminuter | Utv = Utvisningsminuter |
| År                            | Lag                           | Mästerskap                    | Matcher | Mål                     | Assists                 | Poäng                   | Utv                     |                         |
| ----------------------------- | ----------------------------- | ----------------------------- | ------- | ----------------------- | ----------------------- | ----------------------- | ----------------------- | ----------------------- |
| 2013                          | USA                           | Ivan Hlinka                   | 5       | 0                       | 0                       | 0                       | 2                       |                         |
| 2015                          | USA                           | JVM                           | 5       | 0                       | 1                       | 1                       | 0                       |                         |
| 2016                          | USA                           | JVM                           | 7       | 2                       | 2                       | 4                       | 4                       |                         |
| Junior totalt                 | Junior totalt                 | Junior totalt                 | 17      | 2                       | 3                       | 5                       | 6                       |                         |